# Val Pesarina
Val Pesarina (friülès Cjanâl Pedarç) és una de les set valls de la Cjargne, una de les comarques de la província d'Udine (Friül). Té una llargària de 20 kilòmetres en direcció oest-est, és travessada pel torrent Pesarina, del qual pren el nom. Limita amb el Cadore i la Vall de Sappada, amb la qual coincideix alguna muntanya. És relativament estreta i coincideix amb els cims dolomítics de Pleros (2314 m), Siera (2448 m), Clap Grande (2487 m) i Clap Pizzul (2463 m), que contrasten amb les formes arrodinides dels Forchia (1901 m). A la vall s'hi troba el municipi de Prato Carnico, amb les fraccions de Croce, Avausa, Pieria, Osais, Pradumbli, Pesariis, Sostasio, Prico, Truia i Luc.